# NGC 4378
NGC 4378 (również PGC 40490 lub UGC 7497) – galaktyka spiralna (Sa), znajdująca się w gwiazdozbiorze Panny. Odkrył ją William Herschel 2 lutego 1786 roku. Należy do Gromady w Pannie. Jest to galaktyka Seyferta typu 2.